# Olga Zaytseva
Olga Zaytseva (Rusia, 10 de noviembre de 1984) es una atleta rusa especializada en la prueba de 4x400 m, en la que ha logrado ser campeona europea en 2006.

## Carrera deportiva
En el Campeonato Europeo de Atletismo de 2006 ganó la medalla de oro en los relevos 4x400 m, con un tiempo de 3:25.12 segundos, llegando a meta por delante de Bielorrusia y Polonia, siendo sus compañeras de equipo: Svetlana Pospelova, Natalya Ivanova y Tatyana Veshkurova.